# Пасадина
 Тази статия е за Пасадина в Калифорния.  За града в Тексас вижте Пасадина (Тексас).  
Пасадина (също Пасадена, на английски: Pasadena, [ˌpæsəˈdiːnə]) е град в окръг Лос Анджелис, Калифорния, САЩ. Градът е разположен на 16 km от центъра на Лос Анджелис.
Пасадина е с население от 142 647 жители за 2017 г., което я прави 183-тият по големина град в Съединените щати и деветият в окръга Лос Анджелис. Тук се намира престижният Калифорнийски технологичен институт. Близо до града действа научно-изследователската лаборатория на НАСА JPL.
От 1890 г. в Пасадина на всяка Нова година се провежда Парад на розите, привличащ стотици хиляди туристи и транслиран по телевизиите на много страни по света.
Най-известното спортно съоръжение в града е арената Роуз Боул.

## Известни личности
Родени в Пасадина
- Джон Клаузър (р. 1942), физик
- Сали Фийлд (р. 1946), киноактриса

Починали в Пасадина
- Димитър Механджийски (1915 – 1999), български художник
- Ричард Толман (1881 – 1948), физикохимик